# Brödens naturreservat
Brödens naturreservat är ett naturreservat belägen  i Halmstads kommun i Hallands län.
Reservatet är skyddat sedan 2018 och omfattar 28 hektar. I reservatet finns ädellövskog, hagmarker och alsumpskogar.